# اوگانس زانازانیان
اوگانس هاروتیونی زانازانیان (ارمنی: Հովհաննես Հարությունի Զանազանյան؛ ۱۰ دسامبر ۱۹۴۶ – ۴ اکتبر ۲۰۱۵) بازیکن فوتبال در پست هافبک ارمنی‌تبار اهل اتحاد شوروی بود.

## باشگاهی
از باشگاه‌هایی که در آن بازی کرده است می‌توان به آرارات ایروان، لرناگورتس، شیراک، اسپارتاک مسکو و باشگاه فوتبال لرناین آرتساخ اشاره کرد.

## تیم ملی
وی همچنین د ۶ بازی در ترکیب تیم ملی فوتبال شوروی حضور داشت و یک گل نیز به ثمر رساند. زانازانیان نخستین بازی ملی خود را در تاریخ ۲۸ اوت ۱۹۷۲ در رگنسبورگ، در مقابل برمه انجام داده است.

## افتخارات
- قهرمان Soviet Top League: ۱۹۷۳.
- قهرمان Soviet Cup: ۱۹۷۳, ۱۹۷۵.
- کسب مدال برنز بازی‌های المپیک تابستانی ۱۹۷۲ مونیخ: در ترکیب ترکیب تیم ملی فوتبال شوروی.[۱]

## درگذشت
وی در سن ۷۳ سالگی درگذشت.